# Paul Courteault
Paul Courteault, né le 27 juin 1867 à Pau et mort le 8 août 1950 à Pau, est un historien français qui a consacré ses travaux à l'histoire de la ville de Bordeaux et des pays aquitains.

## Biographie
Paul Courteault est né à Pau le 27 juin 1867. Il est le fils de Julien Courteault (né le 4 février 1825, ou 1823 selon les sources), secrétaire à la mairie de Pau, et de Thérère Labadie, directrice de l'école communale des filles de Pau. Il est le frère d'Henri Courteault, archiviste paléographe.  
Après sa réussite à l'École normale supérieure (1887-1890), Paul Courteault passe l'agrégation de lettres et devient professeur aux lycées de Mont-de-Marsan, Pau et Bordeaux.  
Après un doctorat ès lettres consacré à Blaise de Monluc, historien, et à Geoffroy de Malvyn, magistrat et humaniste bordelais, il succède, le 1er janvier 1908, à Camille Jullian, son maître, dans la chaire d'histoire de Bordeaux et du Sud-Ouest, à la faculté des lettres, qu'il occupe durant trente ans. 
Archéologue, premier conservateur du musée d'Art ancien, professeur d'histoire régionale à la faculté des lettres de Bordeaux, responsable des collections du musée lapidaire, des musées Carrère et des frères Bonie, ainsi que du médailler municipal de Bordeaux, il est aussi président de l'Académie nationale des sciences, belles-lettres et arts de Bordeaux de 1912 à 1948.
Chevalier de la Légion d'honneur en janvier 1912, il est promu officier de cette même Légion le 30 juillet 1935. 
En 1955, une rue du quartier Saint-Augustin à Bordeaux porte son nom.

## Publications

### Ouvrages
- Blaise de Monluc, historien (1908), grand prix Gobert de l'Académie française[6].
- Geoffroy de Malvyn, magistrat et humaniste bordelais (1545?-1617) : étude biographique et littéraire, suivie de harangues, poésies et lettres inédites, Paris, Honoré Champion, 1907, 248 p. (présentation en ligne, disponible sur Internet Archive).
- Mme Desbordes-Valmore à Bordeaux, Bordeaux, Marcel Mounashe-Picamilh, 1923    (Wikisource)
- La Place royale de Bordeaux (1924), prix Charles Blanc de l’Académie française[7].
- Bordeaux, cité classique, Paris, Firmin Didot, 1932, 216 p., 20 planches, in 8°.
- La Cathédrale de Bordeaux (1935).
- La Révolution et les théâtres à Bordeaux : d'après des documents inédits, Paris, Perrin et Cie, 1926, 287 p. (présentation en ligne, lire en ligne sur Gallica).), prix Montyon de l'Académie française.
- Histoire de Gascogne et de Béarn (1940), prix Thérouanne de l'Académie française[8].

### Articles
- « A la Mémoire du Saintongeais Élie Vinet, principal du collège de Guyenne, 1509-1587 : fête du quatre-centième anniversaire de la naissance d'Élie Vinet, célébrée à Barbezieux, le 16 mai 1909 : compte-rendu, mémoires et documents concernant Vinet et Barbezieux » (lire en ligne, sur Collections patrimoniales numérisées de Bordeaux Montaigne (1886.u-bordeaux-montaigne.fr), consulté le 4 avril 2019) ;
- « Élie Vinet - biographie », Bulletin de la Société des archives historiques de la Saintonge et de l'Aunis,‎ 1909, p. 167-188 (lire en ligne sur Gallica).
- « Un projet de restauration du Palais-Gallien de Bordeaux au XVIIIe siècle », Revue des Études Anciennes, vol. 18, no 1,‎ 1916, p. 57–59 (DOI 10.3406/rea.1916.1900, lire en ligne, consulté le 4 avril 2019) ;
- « Un autel votif à la Tutelle découvert à Bordeaux (Planches III et IV) », Revue des Études Anciennes, vol. 24, no 3,‎ 1922, p. 236–246 (DOI 10.3406/rea.1922.2221, lire en ligne, consulté le 4 avril 2019) ;
- « Une statue gallo-romaine trouvée devant Bordeaux, dans le lit de la Garonne », Comptes rendus des séances de l'Académie des Inscriptions et Belles-Lettres, vol. 77, no 3,‎ 1933, p. 357–358 (DOI 10.3406/crai.1933.76367, lire en ligne, consulté le 4 avril 2019) ;
- « Le voyage de Mme d'Aulnoy en Espagne », Bulletin hispanique, vol. 38, no 3,‎ 1936, p. 383–384 (DOI 10.3406/hispa.1936.2738, lire en ligne, consulté le 4 avril 2019) ;
- « Le conseiller au Parlement de Bordeaux : Jean-Jacques Bel », Revue française d'histoire du livre, Bordeaux, Société des Bibliophiles de Guyenne,‎ 1936, p. 67-85 (Bibliothèque municipale de Bordeaux, Cote : Br. 6651 Rés).

- « Poésies de Maurice de Marcis », Bull. Soc. bibliophiles de Guyenne, vol. 28, nos 69-70,‎ 1959, p. 1-64 (lire en ligne).

## Distinctions
- Officier de la Légion d'honneur[9]